# Dirk Bogarde
Sir Dirk Bogarde, Kt. (Hampstead, Londres, 28 de março de 1921 — Londres, 8 de maio de 1999) foi um ator britânico de renome internacional. Na sua carreira, destacam-se as suas notáveis interpretações em filmes como The Servant, Darling, Accident, La caduta degli dei, Death in Venice, Il portiere di notte ou Providence.

## Biografia
Primogênito de uma família de ascendência holandesa e escocesa, Dirk Bogarde (cujo nome de batismo completo é Derek Jules Gaspard Ulric Niven van den Bogaerde) é natural de Londres, Inglaterra. Seu pai, Ulric van den Bogaerde, era editor de arte do jornal The Times e sua mãe Margaret Niven, atriz.
No princípio da carreira, Bogarde fazia valer-se da sua aparência física para desempenhar papeis românticos que fizeram grande sucesso em Inglaterra. Desse período, destacam-se os filmes da série "Doctor", onde interpretava o papel de Dr. Simon Sparrow.
A partir da década de 1960, Bogarde afastou-se do cinema popular, investindo sua carreira em filmes de arte, os quais julgava serem projectos mais desafiadores. Nesse período, esteve em filmes de autores como Joseph Losey, John Schlesinger e Luchino Visconti. Em 1971 atinge o expoente máximo da sua carreira de actor, ao interpretar a personagem de Gustav von Aschenbach em Death in Venice, baseado na obra homónima de Thomas Mann.
Apesar do sucesso que adquiriu na Europa, Bogarde nunca rendeu-se a Hollywood, tendo participado em pouco mais de duas produções estadunidenses, entre elas Song Without End, no papel de Franz Liszt. Sempre muito reservado no concernente a sua vida privada, sempre foi posta em questão sua orientação sexual, principalmente a partir da realização de Victim, filme de 1961, dirigido por Basil Dearden, no qual interpretava um advogado que após o suicídio de um jovem, passa a defender vítimas de uma rede chantagista cujo alvo preferencial são os homossexuais da alta sociedade londrina. Em 1939 conheceu o ator Anthony Forwood que, mais tarde, se tornaria o seu gerente e companheiro de vida, com quem partilhou durante anos uma casa no sul de França.
Em 1978, depois de filmar Despair, de Rainer Werner Fassbinder, decidiu interromper a carreira de ator para se dedicar inteiramente a outra das suas grandes paixões, a escrita. Na sua autobiografia, escrita em oito volumes, Bogarde apresenta uma visão desencantada da indústria cinematográfica, escrevendo que "o cinema é agora controlado por grandes empresas, sem rosto e sem alma, preocupando-se unicamente com os lucros; nunca com uma obra de arte…".
Dirk Bogarde foi ordenado cavaleiro pela Rainha Elizabeth II em 1992. Ele morreu em casa, em Londres, no ano de 1999, ao sofrer um ataque cardíaco.

## Filmografia

### No cinema
- 1948: Esther Waters
- 1948: Quartet
- 1949: Once a Jolly Swagman
- 1949: Dear Mr. Prohack
- 1949: Boys in Brown
- 1950: The Blue Lamp (pt/br: "A lâmpada azul")
- 1950: So Long at the Fair (br: "Angústia de uma alma")
- 1950: The Woman in Question (pt/br: "Mulher falada")
- 1951: Blackmailed
- 1952: Hunted (pt/br: "A alma de um criminoso")
- 1952: Penny Princess
- 1952: The Gentle Gunman (pt/br: "O melhor é não matar")
- 1953: Desperate Moment
- 1953: Appointment in London
- 1954: They Who Dare
- 1954: Doctor in the House  (pt: Diga 33…; br: "Rivais na conquista")
- 1954: The Sleeping Tiger  (pt: A fera adormecida; br: "O monstro de Londers")
- 1954: For Better, for Worse
- 1954: The Sea Shall Not Have Them
- 1955: Simba
- 1955: Doctor at Sea  (br: A noiva do comandante)
- 1955: Cast a Dark Shadow (br: "A sombra do pecado")
- 1956: The Spanish Gardener  (br: O jardineiro espanhol)
- 1957: Ill Met by Moonlight  (pt: Perigo nas sombras)
- 1957: Doctor at Large (br: "Não diga doutor")
- 1957: Campbell's Kingdom (br: "Meu reino, minha vida")
- 1958: A Tale of Two Cities  (pt: À sombra da guilhotina; br: "A sombra da guilhotina")
- 1958: The Wind Cannot Read (br: "O vento não sabe ler")
- 1958: The Doctor's Dilemma (br: "O dilema do médico")
- 1959: Libel (br: "A noite é minha inimiga")
- 1960: The Angel Wore Red (br: "Tentação")
- 1960: Song Without End  (pt: Sonho de amor)
- 1961: The Singer Not the Song  (pt: A esperança nunca morre; br: "A história de um homem mau")
- 1961: Victim (br: "Meu passado me condena")
- 1962: H.M.S. Defiant  (pt: Revolta no Defiant; br: "Revolta em alto mar")
- 1962: The Password is Courage
- 1963: The Mind Benders
- 1963: I Could Go on Singing  (pt: Triunfo amargo; br: "Na glória, a amargura")
- 1963: Doctor in Distress (br: "Consultório indiscreto")
- 1963: The Servant  (pt/br: O criado)
- 1964: Hot Enough for June (pt/br: "Agente secreto contra Moscou")
- 1964: King & Country (br: "O rei e o cidadão")
- 1964: The High Bright Sun (pt/br: "Missão secreta em Chipre")
- 1965: Darling  (pt: Darling; br: "Darling - a que amou demais")
- 1966: Modesty Blaise  (pt: A mulher detective)
- 1967: Accident  (pt: O acidente; br: "Estranho acidente")
- 1967: Our Mother's House (pt/br: "Todas as noites às nove")
- 1968: Sebastian
- 1968: The Fixer  (pt/br: O homem de Kiev)
- 1969: Oh! What a Lovely War (pt/br: "Viva a guerra!")
- 1969: Justine
- 1969: La caduta degli dei  (br: Os deuses malditos / pt: Os malditos)
- 1971: Morte a Venezia/Death in Venice  (br/pt: Morte em Veneza)
- 1973: Le serpent  (pt: A serpente)
- 1974: Il portiere di notte  (br/pt: O porteiro da noite)
- 1975: Permission to Kill (br: "Permissão para matar")
- 1977: Providence  (pt/br: Providence)
- 1977: A Bridge Too Far  (br/pt: Uma ponte longe demais)
- 1978: Despair  (pt: A segunda dimensão; br: "Despair - uma viagem na luz")
- 1990: Daddy nostalgie

### Na televisão
- 1964: Hallmark Hall of Fame - episódio Little Moon of Alban (II)
- 1966: Hallmark Hall of Fame - episódio Blithe Spirit
- 1970: Upon This Rock
- 1981: The Patricia Neal Story
- 1986: May We Borrow Your Husband
- 1987: The Vision

## Prémios e nomeações

### BAFTA[desambiguação necessária]
Melhor Ator
- Vencedor: The Servant (1963), Darling (1965)
- Nomeado: Victim (1961), Our Mother's House (1967), Accident (1967), Death in Venice (1971).

### Globo de Ouro
Melhor actor em comédia ou musical
- Nomeado: Song Without End (1960).

Melhor actor em minissérie ou filme para televisão
- Nomeado: The Patricia Neal Story (1981).